# جاستن ودال
جاستن ودال (بالإنجليزية: Justin Woodall)‏ هو لاعب كرة قدم أمريكية أمريكي، ولد في 6 نوفمبر 1987.

## وصلات خارجية
- جاستن ودال على موقعبيزبول رفرنس.كوم (الدوري الثانوي) (الإنجليزية)